# Serrodes perfusa
Serrodes perfusa là một loài bướm đêm trong họ Erebidae.